# Renée de Vériane
Juliette Hellet dite Renée de Vériane, née le 14 septembre 1862 dans le 10e arrondissement de Paris et morte le 1er mars 1944 dans le 17e arrondissement, est une sculptrice française, qui fut aussi créatrice de jouets, illustratrice et journaliste.
Elle a été collaboratrice du journal féministe La Fronde.

## Biographie
Juliette Hellet naît à Paris en 1862, fille de Félix Achille Hellet et de Laure Marie Françoise Elliker, son épouse.
À partir de 1885, elle suit les cours des sculpteurs Antonin Mercié et Laurent Marqueste, membres du « groupe des Toulousains », et d'Émile Peynot, lesquels ont ouvert des classes réservées aux jeunes filles à l'École des beaux-arts de Paris. Elle réalise des bustes et des compositions en terre cuite, parfois éditées en bronze comme la statuette intitulée Boxeur (1891), travail remarqué à l'époque.
À partir de 1886, et jusqu'en 1912, elle expose sous le pseudonyme Renée de Vériane au Salon, où elle obtient une mention honorable pour sa statue de Jean Goujon (1896).
Elle est aussi l'auteure de vases et de nombreuses poupées artistiques en terre cuite émaillée. Ces dernières lui valent une certaine réputation. En 1905, elle rejoint la toute nouvelle Société des amateurs de jouets artistiques aux côtés de Lafitte-Désirat. En 1913 sort un ouvrage, La Mode par les poupées, qui donne lieu à une exposition au musée Galliéra à Paris, où des figurines sont habillées par des modèles en réduction de grands couturiers.
Elle fait partie des artistes qui ont permis la naissance d'une nouvelle gamme de jouets français : ce mouvement naît quelques années avant la Première Guerre mondiale et vise à concurrencer l'industrie allemande, dominante en Europe. Côté poupée, ce fut à Antonin Mercié que furent commandés les premiers moules ; Vériane y fut associée dès le départ et remporta le premier prix en 1904 au concours du jouet. On compte aussi les travaux d'André Hellé.
Renée de Vériane est également journaliste et illustratrice de presse. Avant 1896, elle effectue un voyage aux États-Unis, et collabore au World et au New York Recorder sous forme de dessins et chroniques. En 1904, elle adhère à la Société des dessinateurs humoristiques, seule femme membre du comité d'honneur. Elle écrit également pour Le Stéphanois (1899) et pour Marguerite Durand, dans La Fronde, notamment des « sporting notes », à une époque où les femmes commencent à participer à des compétitions vélocipédiques, d'escrime, de tennis, etc. Elle pratique elle-même le vélo.
Morte en 1944, Renée de Vériane est inhumée au cimetière des Batignolles,.

## Œuvres dans les collections publiques
- Blois, musée des beaux-arts :
  - Buste de Claude de France, plâtre ;
  - Buste de François 1er.